# Plega
Plega is een geslacht van insecten uit de familie van de Mantispidae, die tot de orde netvleugeligen (Neuroptera) behoort.

## Soorten
Deze lijst van 14 stuks is mogelijk niet compleet.
- P. banksi Rehn, 1939
- P. beardi Penny, 1983
- P. dactylota Rehn, 1939
- P. duckei Penny, 1983
- P. fasciatella (Westwood, 1867)
- P. fratercula Rehn, 1939
- P. fumosa Linsley & MacSwain, 1955
- P. hagenella (Westwood, 1867)
- P. melitomae Linsley & MacSwain, 1955
- P. paraensis Penny, 1983
- P. signata (Hagen, 1877)
- P. variegata Navás, 1928
- P. yucatanae Parker & Stange, 1965
- P. zikani Navás, 1936